# Mongolspråk

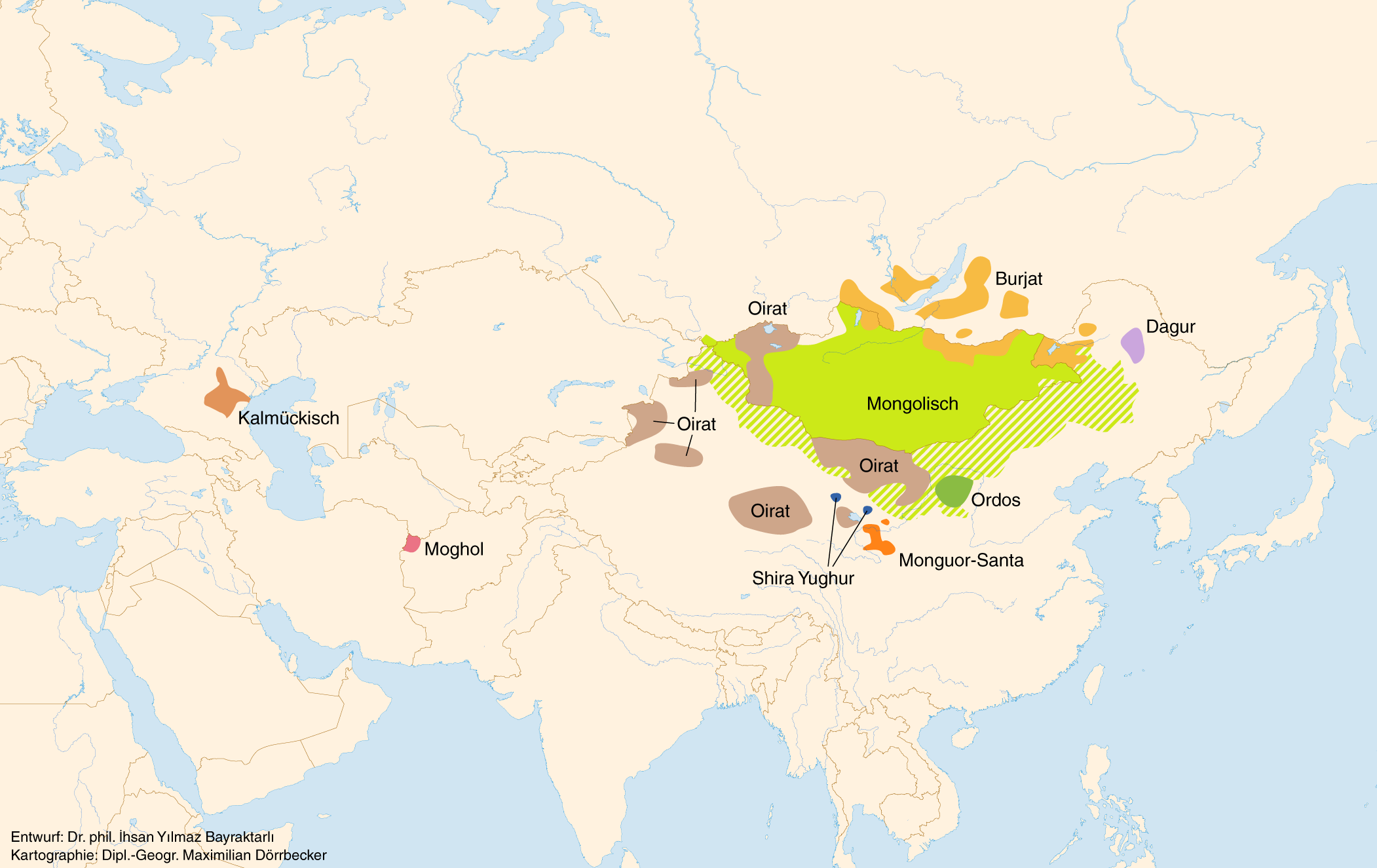

Mongolspråk är en språkfamilj inom den altaiska språkfamiljen talad främst i Centralasien. Det största och viktigaste språket i gruppen är mongoliska (omkring 5,7 miljoner talare); andra viktigare språk är oiratiska (omkring 500 000 talare), burjatiska (omkring 450 000 talare), dongxiang (omkring 370 000 talare) och kalmuckiska (omkring 160 000 talare).
Det är oklart om det redan utdöda khitanspråket hör till mongolspråk eller inte. I alla fall är det separat från andra mongolspråken.
Mongolspråkenas språkträd består av 13 individuella språk.
- Östmongoliska språk
  - Daur
  - Mongourspråk
    - Bonan
    - Dongxiang
    - Kangjia
    - Tu
    - Yugur

  - Oirat-halhaspråk
    - Halha-burjatspråk
      - Burjatiska
      - Mongoliska

    - Kalmuckiska
- Västmongoliska språk
  - Moghol